# 間藤站

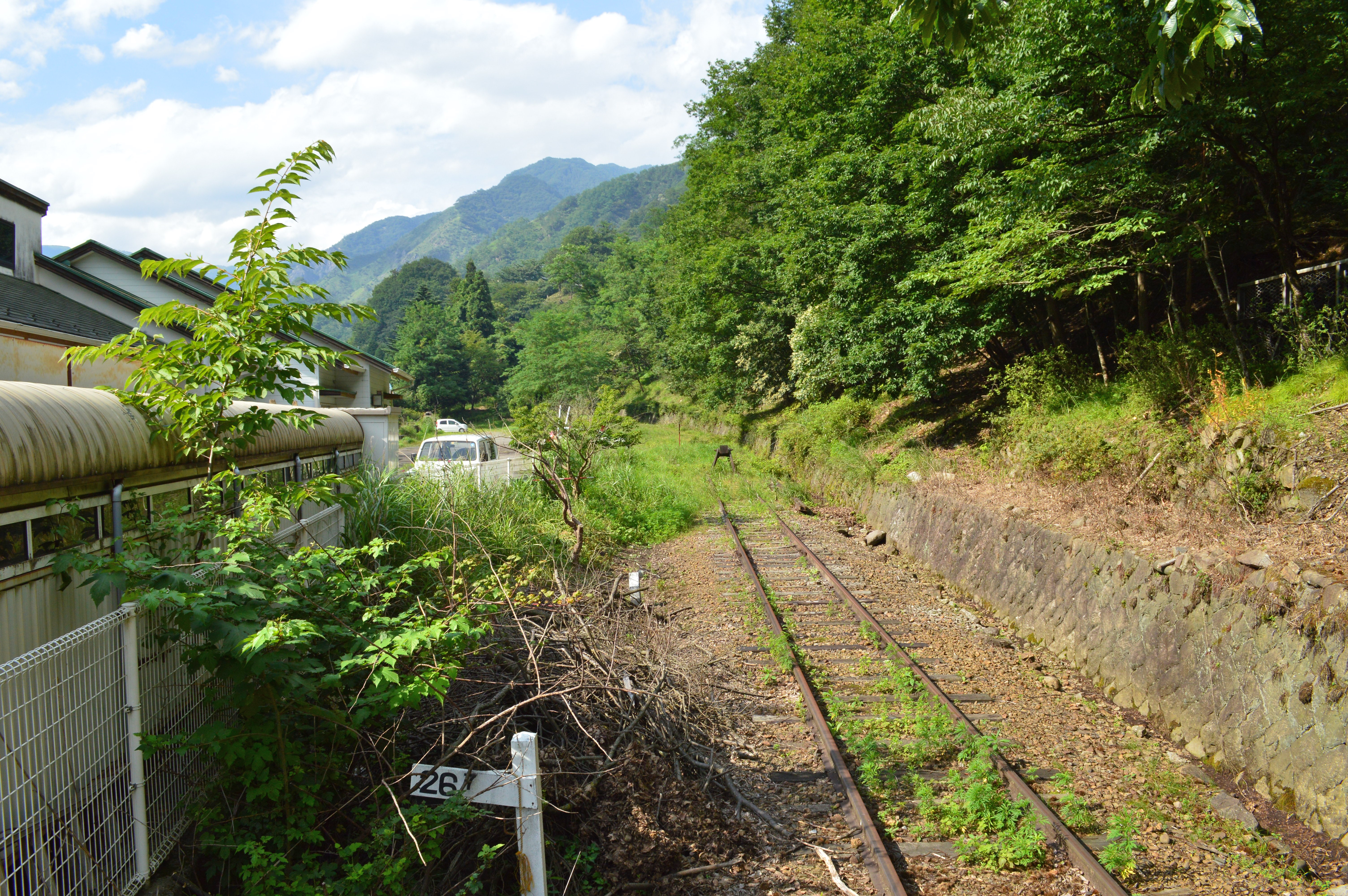
路線終端部

間藤站（日语：／ Matō eki */?）是位於栃木縣日光市足尾町下間藤2番地，渡良瀨溪谷鐵道的渡良瀨溪谷線車站（終點站）。車站編號為WK17。

## 歷史
- 1914年（大正3年）12月31日 - 足尾鐵道足尾至足尾本山之間開設此站[2]。為一般車站。
- 1918年（大正7年）6月1日 - 足尾鐵道國有化，同日升級至車站，成為國有鐵道足尾線車站。
- 1970年（昭和45年） - 結束貨物業務，同時成為無人車站。撒走折返式設備設施。
- 1987年（昭和62年）4月1日 - 伴隨國鐵分割民營化，車站由東日本旅客鐵道（JR東日本）營運[3]。
- 1989年（平成元年）3月29日 - 足尾線由渡良瀨溪谷鐵道接管，成為渡良瀨溪谷線車站。
- 1994年（平成6年） - 新車站大樓竣工。

## 車站構造
此站是地面車站，設有1面1線的單式月台。此站設有車站大樓（候車室），沒有檢票口。乘客可從站前廣場直接進入月台。
曾經此站設有1面2線的缺角式月台，現時完全成為單式月台。缺角部分的路軌在國鐵時代曾經讓旅客列車使用。在貨運列車廢止後，旅客列車使用了連接足尾本山站方向的貨物線，並於該線折返。而缺角部分被填滿後變成花壇。
在車站啟用當初設有折返式設備，當時足尾本山方向的列車需要在此站折返（而旅客列車必須在此站折返）。在1970年結束貨運業務後，撒走了折返式設備。
此站是無人車站。在車站全盛時期，設有18位職員當值。鄰接候車室的是陶藝教室，一般人士可參加。該處也可租賃單車（星期四休息）。
旅行作家宮脇俊三在此站完成乘坐所有國鐵路線。車站大樓內的候車室中展示了宮脇俊三相關展品。
車站附近可看見國家指定的特別天然紀念物日本髭羚。在車站牆身繪畫了日本髭羚的壁畫。站內設有展望台（設有望遠鏡），但是實際上於車站遇到日本髭羚的可能性較低。

## 使用狀況
| 1日上下車人次變化 | 1日上下車人次變化 |
| 年度              | 1日平均人次       |
| ----------------- | ----------------- |
| 2011年            | 171               |
| 2012年            | 176               |
| 2013年            | 135               |
| 2014年            | 157               |
| 2015年            | 184               |

## 車站周邊
- 足尾赤倉郵局
- 銅親水公園、足尾環境學習中心（步行45分鐘）
- 足尾本山（不可參觀）
- 古河橋（日语：古河橋）（現存日本最古老鐵製道路橋）
- 間藤水力發電站蹟（日本最初的水力發電站）
- 足尾砂防水壩
- 松木溪谷（日语：松木村）
- 備前楯山
- 國道122號

## 巴士路線
| 乘車場                 | 系統               | 主要途經       | 目的地   | 巴士公司                          | 備註 |
| ---------------------- | ------------------ | -------------- | -------- | --------------------------------- | ---- |
|                        | 足尾JR日光站線     | 赤倉、間藤站前 |          | 日光市營巴士 （委託日光交通運行） |      |
| 赤倉線                 | 赤倉               | 銅親水公園入口 |          | 日光市營巴士 （委託日光交通運行） |      |
|                        | 足尾JR日光站線     | 神子内、清瀧   | JR日光站 | 日光市營巴士 （委託日光交通運行） |      |
| 足尾JR日光站線、赤倉線 | 足尾站前、通洞站前 | 雙愛醫院       |          | 日光市營巴士 （委託日光交通運行） |      |

## 相鄰車站
渡良瀨溪谷鐵道
■渡良瀨溪谷線
- 小火車停車站

足尾（WK16）－間藤（WK17）

### 曾經在在的路線
東日本旅客鐵道
足尾線
間藤－足尾本山（貨運站）

## 注腳
1. 1 2  國土數値情報(不同車站上下車數據)  （页面存档备份，存于）（日語） - 國土交通省，2018年3月20日參閲
2. ↑  「鉄道院告示第94号」『官報』1914年10月28日（國立國會圖書館數碼化收藏）
3. ↑  『交通年鑑 昭和63年版』 交通協力會，1988年3月。

## 外部連結
- 渡良瀨溪谷鐵道｜間藤站 （页面存档备份，存于）（日語）
- 間藤駅-足尾Terrace （页面存档备份，存于）（日語）
- I Love Switch Back （页面存档备份，存于）（日語） - 設有折返式設備時代的相片與構內圖